# Forza lavoro
Nella teoria della forza lavoro di Marx, con plus-valore del prodotto, si intende il profitto del capitalista, ovvero la differenza tra il prezzo di vendita del prodotto del lavoratore atteso sul mercato in regime di concorrenza e determinato da domanda e offerta, ed il salario corrisposto al lavoratore. Questo nome deriva dal fatto che secondo Marx, i lavoratori non pretendono l'equa retribuzione del loro prodotto in quanto sottoposti a minaccia della sopravvivenza tramite privazione coatta dei mezzi di produzione naturali (terra, acque, flora, fauna, materie prime ed altre risorse naturali), da parte dello Stato operante in favore dei capitalisti (nella teoria dello Stato di Marx lo Stato viene considerato un mero comitato d'affari dei capitalisti mantenuto e imposto con la coercizione violenta da parte delle forze armate) e con i quali mezzi di produzione potrebbero autonomamente produrre, sostentarsi e godere il pieno valore del loro prodotto, essendo invece costretti sotto tale minaccia ad accettare un salario pari alla mera sopravvivenza e cedendo al capitalista il plus-valore prodotto. Nella spiegazione Marxiana quindi la corvée feudale e la tassazione diretta sul prodotto, dopo la Rivoluzione francese e la Rivoluzione industriale, sono sostituite da una procedura più complessa, l'estrazione del plus-valore, in virtù di una evoluzione tecnico-sociale che ha modificato conseguentemente la struttura del potere ed i mezzi e le forme coercitive, ma ugualmente funzionale al mantenimento di una classe dominante improduttiva.
Questa teoria fu criticata dallo scrittore tedesco Eduard Bernstein, che già agli inizi del '900 affermava come il plusvalore di un prodotto non fosse dato né da un valore intrinseco del prodotto stesso né dalla lavorazione a cui esso era sottoposto ma da un criterio soggettivo basato sulla richiesta che il mercato ne faceva in un preciso momento.